# 赫庫蘭尼姆 (密蘇里州)
赫庫蘭尼姆（英語：Herculaneum）是位於美國密蘇里州傑佛遜縣的城市。

## 人口
根據2020年美國人口普查的數據，赫庫蘭尼姆的面積為10.84平方千米，當中陸地面積為10.77平方千米，而水域面積為0.07平方千米。當地共有人口4672人，而人口密度為每平方千米431人。